# 2001年温布尔登网球锦标赛

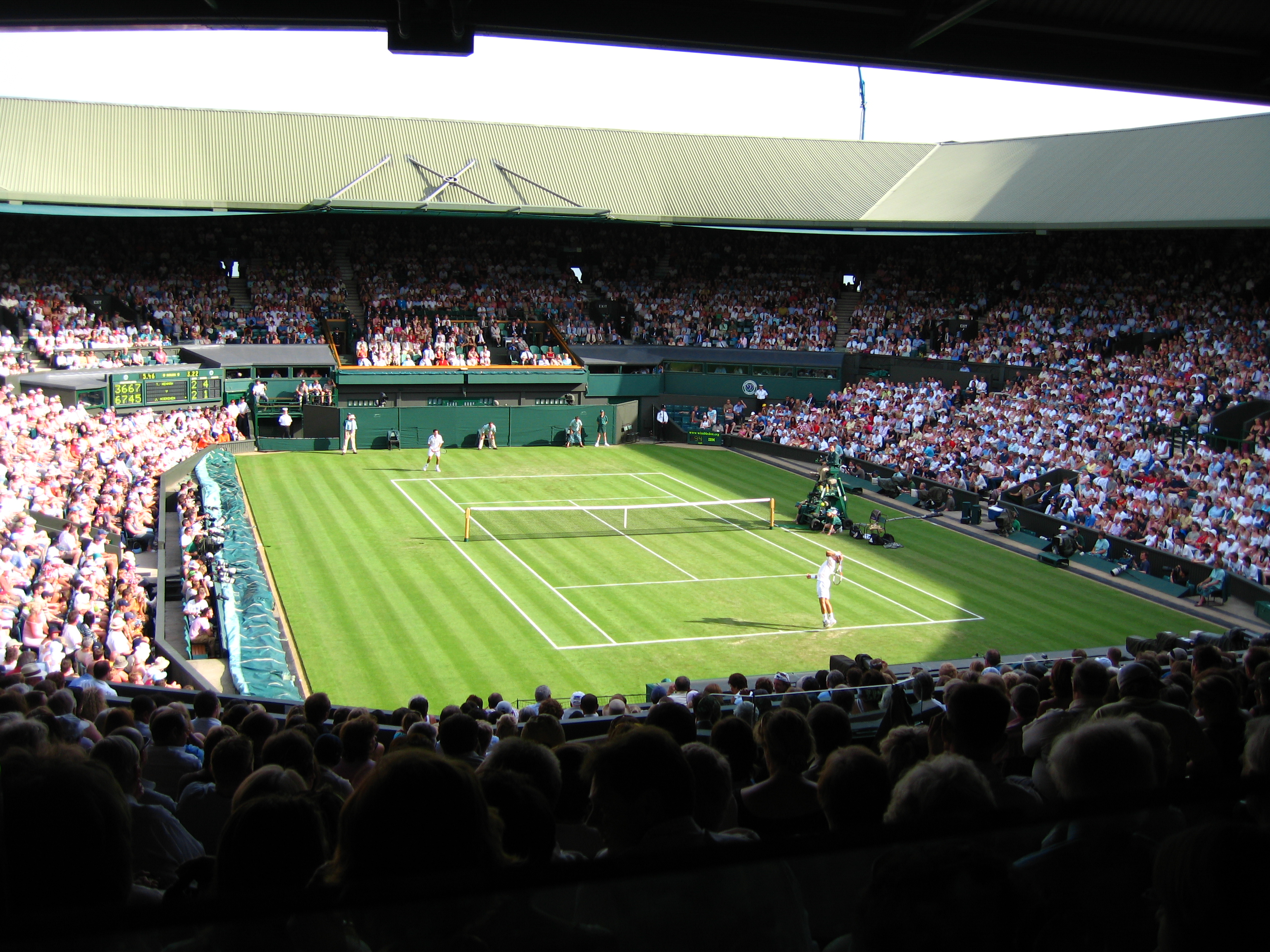

2001年温布尔登网球锦标赛。

## 冠军
单打列出冠亚军以及决赛比分，双打列出冠军组合。

### 男子单打
主条目：2001年溫布頓網球錦標賽男子單打比賽
戈蘭·伊雲尼斯域（克罗地亚）6-3 3-6 6-3 2-6 9-7 帕特里克·拉夫特（澳大利亚）

### 女子单打
主条目：2001年溫布頓網球錦標賽女子單打比賽
大威廉姆斯（美国）6-1 3-6 6-1 海宁-哈登（比利时）

### 男子双打
主条目：2001年溫布頓網球錦標賽男子雙打比賽
唐纳德·约翰逊（美国）/贾里德·帕尔默（美国）

### 女子双打
主条目：2001年溫布頓網球錦標賽女子雙打比賽
麗莎·雷蒙德（美国）/雷内·斯塔布斯（澳大利亚）

### 混合双打
主条目：2001年溫布頓網球錦標賽混合雙打比賽
達妮埃拉·漢圖霍娃（斯洛伐克）/莱奥什·弗里德尔（捷克）

## 外部連結
- 官方網站（页面存档备份，存于）

| 前任： 2000年温布尔登网球锦标赛 | 温布尔登网球锦标赛 2002年 | 繼任： 2002年温布尔登网球锦标赛 |
| 前任： 2001年法国网球公开赛     | 网球大满贯 2001年         | 繼任： 2001年美国网球公开赛     |